# Смирнов (Гомельская область)
Смирнов (бел. Смірноў) — упразднённый посёлок в Дворищанском сельсовете Хойникского района Гомельской области Беларуси.
В связи с радиационным загрязнением после катастрофы на Чернобыльской АЭС жители (22 семьи) переселены в чистые места.

## География

### Расположение
В 4 км на юг от районного центра и железнодорожной станции Хойники (на ветке Василевичи — Хойники от линии Гомель — Калинковичи), 107 км от Гомеля.

## Транспортная сеть
Транспортные связи по просёлочной, затем по автодорогам, которые отходят от Хойник. Планировка состоит из короткой прямолинейной улицы, с близкой к меридиональной ориентацией и застроенной деревянными усадьбами.

## История
Основан в 1920-е годы переселенцами из соседних деревень на бывших помещичьих землях. В 1931 году жители вступили в колхоз. Согласно переписи 1959 года входил в состав колхоза имени XXI съезда КПСС (центр — деревня Рудное).
До 31 декабря 2009 года в Дворищанском сельсовете, который переименован в Судковский.

## Население

### Численность
- 2004 год — жителей нет.

### Динамика
- 1959 год — 86 жителей (согласно переписи).
- 2004 год — жителей нет.

## Известные лица
- Разуменко, Виктор Акимович (род. 1930 или1931) — ветеран труда. Имеет множество наград и медалей.